# 대니 바버
대니 바버(Danny Barber)는 현재 은퇴한 미국의 축구 선수이다. 축구 선수 시절 미드필더로 활약했다.
메이저 리그 사커에서 메트로스타즈와 한 경기를 뛰었다. 콘티넨털 인도어 사커 리그(Continental Indoor Soccer League), 내셔널 프로페셔널 사커 리그(National Professional Soccer League) 및 두 번째 메이저 인도어 사커 리그(Major Indoor Soccer League)에서 실내 축구를 하면서 대부분의 경력을 보냈다.

## 프로 경력
컨티넨털 인도어 사커 리그에서 새로 설립된 라스베이거스 더스트데빌스(Las Vegas Dustdevils)에 합류했다. 그 시즌 더스트데빌스는 CISL 챔피언십에서 우승했다. 그는 1995년 더스트데빌스에서 계속 뛰었다.
1996년 2월 메트로스타즈(MetroStars)는 1996년 MLS 보충 드래프트의 3라운드(전체 22위)에서 바버를 선택했다. 그는 그들을 위해 한 경기를 했다.
1996년 가을, 그는 내셔널 프로페셔널 사커 리그의 신시내티 실버백스(Cincinnati Silverbacks)와 계약했다. 실버백스의 1997-1998 시즌 이후 바버는 버펄로 블리저드로 이적했다. 2001년 봄까지 블리자드에 남아 있다가 그런 다음 새로 설립된 메이저 실내 축구 리그에서 볼티모어 블래스트와 함께 2001-2002 시즌을 시작했다.